# مرده بیدار (فیلم ۲۰۱۰)
مرده بیدار (به انگلیسی: Dead Awake) فیلمی محصول سال ۲۰۱۰ و به کارگردانی عمر نعیم است. در این فیلم بازیگرانی همچون نیک استال، رز مک‌گوآن و ایمی اسمارت ایفای نقش کرده‌اند.